# Artéria carótida interna
A artéria carótida interna estende-se desde a bifurcação da carótida primitiva até à base do  crânio, atravessa o canal carotídeo entrando dentro da caixa craniana. No seu trajecto extra-craniano, a carótida interna situa-se na face lateral do pescoço, atravessando, de baixo para cima, o espaço mandíbulo-faríngeo. Após entrar no crânio, percorre um curto trajecto sinuoso (sifão carotídeo) e divide-se em artéria cerebral média e artéria cerebral anterior. A artéria cerebral anterior participa do polígono de Willis.

## Direção
Depois de um trajeto vertical de 1 a 2 cm, a carótida interna eleva-se para dentro; depois, no espaço maxilo-faríngeo, dirige-se verticalmente até ao nível da massa lateral correspondente do atlas, obliquamente para cima e para trás. Finalmente, na vizinhança do buraco carotídio, eleva-se verticalmente. A artéria percorre o canal carotidiano e o seio cavernoso, moldando-se às suas sinuosidades.
A carótida interna descreve, no seio cavernoso, uma curva e contracurva; finalmente,ela desenha depois deste trajecto uma outra curva para a frente e outra para trás. É este conjunto, descrito por Egas Moniz, que é conhecido como Sifão Carotídio ou Sifão de Egas Moniz. Por vezes, pode existir outra inflexão à frente, descrevendo um duplo sifão.

## Calibre
O calibre da carótida interna é regular, salvo na sua origem, onde apresenta uma dilatação: o Seio ou Bulbo carotídeo.

## Relações
Da sua origem até à base do crânio, a carótida interna está colocada para fora e para trás da artéria carótida externa, que a cruza ao passar à sua frente. Ela correlaciona-se, para dentro, com a faringe e atrás com as apófises transversas das vértebras cervicais. No pescoço e no espaço maxilo-faríngeo relaciona-se com a Veia Jugular Interna, o Simpático e os quatro últimos nervos crânianos. 
No canal carotídio, a carótida interna está contida num plexo venoso pouco importante e num plexo simpático. A artéria está em contacto directo com a parede óssea, razão pela qual a sua parede, musculo-elástica no pescoço, perde aqui quase todas as suas fibras elásticas, tornando-se semelhante a um vaso venoso.
Ao sair do canal, a artéria eleva-se um pouco para a frente, penetra no seio cavernoso e percorre a parede inferior deste seio. No seio cavernoso, a artéria está em contato com a parede externa do seio atrás, e com a parede interna à frente. Ela está fixa à goteira à extremidade posterior da goteira cavernosa por feixes fibrosos conhecidos como Ligamento carotídio. Neste trajecto, relaciona-se com o nervo motor do globo ocular e oftálmico que caminham, na sua maior parte, na parede externa do seio. Uma vez chegada à extremidade anterior do seio cavernoso, a carótida interna eleva-se para trás, atravessa a dura-máter e a aracnóidea para dentro da apófise clinoideia anterior e dá o seu único ramo colateral importante, a artéria oftálmica. 
Ela cruza, depois, a face externa do nervo óptico e divide-se em dois ramos terminais que são:
- Artéria cerebral média
- Artéria cerebral anterior

Ramos colaterais:
- Artéria oftálmica
- Artéria corióidea anterior
- Artéria comunicante posterior

A artéria comunicante anterior é uma ponte entre as duas artérias cerebrais anteriores.
Estas artérias com excepção da cerebral média, colaboram na formação do polígono de Willis que assegura a irrigação do encéfalo, comunicando as artérias do lado direito com as do esquerdo e assegurando assim a oxigenação cerebral no caso de haver uma oclusão de uma artéria de um dos lados.